# Todd Young
Todd Christopher Young, född 24 augusti 1972 i Lancaster i Pennsylvania, är en amerikansk republikansk politiker. Han är ledamot av USA:s senat sedan 2017. Han var ledamot av USA:s representanthus 2011–2017.
Young utexaminerades 1995 från United States Naval Academy och avlade 2000 MBA-examen vid University of Chicago. 2001 avlade han dessutom masterexamen vid University of London och 2006 juristexamen vid Indiana University i Indianapolis.
Den 8 november 2016 vann Young senatsvalet i Indiana med 52 procent av omröstningen, mot demokraten Evan Bayh som fick 42 procent av rösterna.
Enligt FiveThirtyEight hade Young röstat i linje med president Donald Trumps positioner 92,9 procent av tiden.
Han är gift med Jennifer och har fyra barn.